# Ледовская, Наталья Викторовна
Ната́лья Ви́кторовна Ледовска́я ― российская артистка балета, ведущая солистка балета Московского музыкального театра имени К. С. Станиславского и Вл. И. Немировича-Данченко. Народная артистка Российской Федерации (2003).

## Биография
Родилась 11 сентября 1968 года в городе Орджоникидзе (ныне ― Владикавказ), Северная Осетия, РСФСР.
Детство провела в Якутске. В возрасте трёх лет начала ходить в детский творческий клуб, где занималась танцами и вокалом. В 1982 году поступила в Московское академическое хореографическое училище, училась в классе педагога Галины Кузнецовой.
Окончив хореографическое училище в 1986 году, была принята на работу в Московский академический Музыкальный театр имени Константина Станиславского и Владимира Немировича-Данченко. Ледовская, уверенно владевшая танцевальной техникой и обладавшая лёгким прыжком, отличалась особой чёткостью исполнения. Балерина умела раскрывать новые грани привычных балетных персонажей, наполняя движения присущим ей артистизмом. 
За годы своей балетной карьеры сыграла такие партии, как: Жизель (Жизель), Маша-принцесса (Щелкунчик), Китри (Дон Кихот), Джульетта (Ромео и Джульетта), Эсмеральда (Эсмеральда), Франческа (Франческа да Римини), Золушка (Золушка), Снегурочка (Снегурочка), Девица-Краса (Конек-Горбунок), Маргарита (Дама с камелиями), Дездемона (Отелло), Медора (Корсар), Катарина (Укрощение строптивой), солистка (Шопениана, Вечерние танцы, Одинокий голос человека, Призрачный бал).
Вместе с театром гастролировала в странах Западной и Восточной Европы (Италия, Испания, Ирландия, Франция, Венгрия), в США, Японии, Китае. Также принимала участие в независимых проектах Владимира Васильева, Илзе Лиепы, Майи Плисецкой. Выступала с Максимилиано Герра в балете «Ромео и Джульетта».

## Награды и премии
- Народная артистка Российской Федерации (24 октября 2003 года) — за большие заслуги в области искусства[2].
- Заслуженная артистка Российской Федерации (27 ноября 1995 года) — за заслуги в области искусства[3].
- Лауреат Международного конкурса артистов балета в Варне (1986) и Международного конкурса артистов балета в Италии (1990). Лауреат премии «Душа танца» в номинации «Звезда балета».